# Eigentumsvermutung
Wer Rechte aus dem Eigentum an einer Sache ableiten will, muss sein Eigentum notfalls vor Gericht beweisen. Da es praktisch unmöglich ist, die Entwicklung der Eigentumsverhältnisse von der Entstehung einer Sache bis zur Gegenwart lückenlos darzulegen, erleichtert im deutschen Recht das Bürgerliche Gesetzbuch (BGB) den Beweis des Eigentums durch Eigentumsvermutungen.
Bei beweglichen Sachen wird nach § 1006 BGB vermutet, dass der Besitzer einer Sache ihr Eigentümer sei. Ausnahmen gelten im Verhältnis zu einem früheren Besitzer nur dann, wenn die Sache abhandengekommen, verloren oder gestohlen worden ist. Diese Ausnahme gilt wiederum nicht für Geld und Inhaberpapiere, bei denen die Eigentumsvermutung deshalb stets greift.
Für das Eigentum an Grundstücken wird nach § 891 BGB vermutet, dass derjenige, der als Eigentümer im Grundbuch eingetragen ist, auch wirklich Eigentümer des Grundstücks ist.
Zum Schutz der Gläubiger wird bei nicht getrennt lebenden Ehegatten gesetzlich vermutet, dass bei beweglichen Sachen, die sich im Besitz eines oder beider Ehegatten befinden, Eigentümer jeweils der Ehegatte ist, der Schuldner ist (§ 1362 BGB, vgl. auch § 739 ZPO). Diese Vermutung gilt unabhängig vom Güterstand der Ehegatten, nicht jedoch für ausschließlich zum persönlichen Gebrauch eines Ehegatten bestimmte Sachen.
Der Besitzer beseitigt die für ihn streitende Eigentumsvermutung dadurch, dass er im Prozess unglaubhaft vorträgt.
Die Vermutungen können schließlich durch den Beweis des Gegenteils, also die Herstellung voller richterlicher Überzeugung vom Eigentum des Nichtbesitzers, widerlegt werden. Bei der Zwangsvollstreckung ist hierfür eine Drittwiderspruchsklage zu erheben.

### Entscheidungsrezensionen
- Hadding, "Die Eigentumsvermutung nach § 1006 I BGB im Herausgaberechtsstreit – BGH, FamRZ 1970, 586", in: Juristische Schulung (JuS) 1972, S. 183–185